# Miobantia phryganea
Miobantia phryganea är en bönsyrseart som beskrevs av Henri Saussure 1869. Miobantia phryganea ingår i släktet Miobantia och familjen Thespidae. Inga underarter finns listade i Catalogue of Life.